# Francouzská ženská fotbalová reprezentace
Francouzská ženská fotbalová reprezentace reprezentuje Francii na mezinárodních fotbalových akcích, jako je mistrovství světa žen nebo ženský turnaj na olympijských hrách.

## Olympijské hry
| Rok    | Účast                                           | Soupisky |
| ------ | ----------------------------------------------- | -------- |
| 1996   | Nekvalifikovaly se                              |          |
| 2000   | Nekvalifikovaly se                              |          |
| 2004   | Nekvalifikovaly se                              |          |
| 2008   | Nekvalifikovaly se                              |          |
| 2012   | 4. místo                                        | soupiska |
| 2016   | Prohra ve čtvrtfinále s Kanadou                 | soupiska |
| 2020   | Nekvalifikovaly se                              |          |
| 2024   | Prohra ve čtvrtfinále s Brazilií                | soupiska |
| Celkem | Účast – 4× Zlato – 0×, Stříbro – 0×, Bronz – 0× |          |

## Mistrovství světa
| Rok    | Účast                                           | Soupisky |
| ------ | ----------------------------------------------- | -------- |
| 1991   | Nekvalifikovaly se                              |          |
| 1995   | Nekvalifikovaly se                              |          |
| 1999   | Nekvalifikovaly se                              |          |
| 2003   | Základní skupina                                |          |
| 2007   | Nekvalifikovaly se                              |          |
| 2011   | 4. místo                                        |          |
| 2015   | Prohra v čtvrtfinále s Německem                 |          |
| 2019   | Prohra v čtvrtfinále s USA                      |          |
| 2023   | Prohra v čtvrtfinále s Austrálií                | Soupiska |
| Celkem | Účast – 5× Zlato – 0×, Stříbro – 0×, Bronz – 0× |          |

## Mistrovství Evropy
| Rok    | Účast                                           | Soupisky |
| ------ | ----------------------------------------------- | -------- |
| 1984   | Nekvalifikovaly se                              |          |
| 1987   | Nekvalifikovaly se                              |          |
| 1989   | Nekvalifikovaly se                              |          |
| 1991   | Nekvalifikovaly se                              |          |
| 1993   | Nekvalifikovaly se                              |          |
| 1995   | Nekvalifikovaly se                              |          |
| a 1997 | Základní skupina                                |          |
| 2001   | Základní skupina                                |          |
| 2005   | Základní skupina                                |          |
| 2009   | Prohra ve čtvrtfinále s Nizozemskem             |          |
| 2013   | Prohra ve čtvrtfinále s Dánskem                 |          |
| 2017   | Prohra v čtvrtfinále s Anglií                   |          |
| 2022   | Prohra v semifinále s Německem                  |          |
| 2025   | Prohra v čtvrtfinále s Německem                 |          |
| Celkem | Účast – 8× Zlato – 0×, Stříbro – 0×, Bronz – 0× |          |